# Philodina flaviceps
Philodina flaviceps är en hjuldjursart som beskrevs av David Bryce 1906. Philodina flaviceps ingår i släktet Philodina och familjen Philodinidae. Arten är reproducerande i Sverige. Inga underarter finns listade i Catalogue of Life.